# Rogozari, Kărdjali
Rogozari (în bulgară Рогозари) este un sat în comuna Djebel, regiunea Kărdjali,  Bulgaria. 

## Demografie
Componența etnică a satului Rogozari
     Turci (98,68%)
     Nicio identificare (1,31%)
     Altele (0%)
La recensământul din 2011, populația satului Rogozari era de 76 locuitori. Din punct de vedere etnic, majoritatea locuitorilor (98,68%) erau turci. Pentru 1,31% din locuitori nu este cunoscută apartenența etnică.